# Дорогунцов, Сергей Иванович
Сергей Иванович Дорогунцов — украинский политик; член КПУ, доктор экономических наук, профессор, член-корреспондент НАНУ (отдел экономики, размещения производительных сил, с 11.1992); президент Украинской экологической академии наук (с 1992).

## Биография
Сергей Иванович Дорогунцов родился 22 сентября 1929 года в пгт Доманёвка (ныне — Николаевская область) в семье служащего; украинец.
Образование: Киевский университет имени Т. Шевченко (1948—1953), юрист; Академия общественных наук при ЦК КПСС.
Народный депутат Украины 4 созыва (04.2002-04.2006) от КПУ, № 48 в списке. На время выборов: народный депутат Украины, член КПУ. Член фракции коммунистов (с 05.2002), заместитель председателя Комитета по вопросам науки и образования (с 06.2002).
Народный депутат Украины 3 созыва (03.1998-04.2002) от КПУ, № 60 в списке. На время выборов: глава Совета по изучению производительных сил Украины НАНУ, член КПУ. Заместитель главы Комитета по вопросам науки и образования (с 07.1998), чл. фракции КПУ (с 05.1998).
Народный депутат Украины 12(1) созыва с 03.1990 (2-й тур) до 04.1994, Суворовский изб. округ № 299, Одесской области Председатель Комиссии по вопросам экологии и рационального природопользования (с 02.1993). С 1990 — председатель подкомиссии по соц.-правовым проблемам экологии, с 02.1993 — председатель, Комиссия по вопросам экологии ВР Украины.
- С 1953 — слушатель курсов подготовки преподавателей общественных наук при Киевском университете имени Т. Шевченко.
- 1954—1962 — старший преподаватель политехнической партийной школы при Тернополе. ОК КПУ, Тернопольском гос. мед. ин-те; рук. лектор группы Тернопольского ОК КПУ.
- 1962—1965 — аспирант, Академия общественных наук при ЦК КПСС.
- 1965—1974 — консультант, зав. сектором отдела науки и учебных заведений ЦК КПУ.
- С 1974 — пом. Председателя СМ УССР.
- С 1984 — председатель, Совет по изучению производительных сил Украины АНУ.

Был председателем Межведомственного научного совета по проблемам занятости населения и рынка труда НАН Украины и Минтруда Украины. Чл. Акад. эк. наук и предпринимательской деятельности России.
Член КПСС (с 1948). Умер 20.02.2010.

### Семья
Женат, имеет 2 детей.

## Награды
- Два ордена «Знак Почёта».
- Орден «За заслуги» III степени (июнь 1997).
- Почётная грамота Президиума Верховного Совета УССР.
- Почётная грамота Кабинета Министров Украины (09.2004).
- Премия им. М.Туган-Барановского НАНУ (1998).
- Государственная премия Украины в области науки и техники (2003).
- Орден МПА СНГ «Содружество» (3 декабря 2004) — за активное участие в деятельности Межпарламентской Ассамблеи и её органов, вклад в укрепление дружбы между народами государств — участников Содружества[1].
- Государственный служащий 1-го ранга (06.1994).